# حلمي كرون
حلمي كرون (بالفنلندية: Helmi Krohn)‏ هي ناقدة أدبية وكاتِبة ومترجمة فنلندية، ولدت في 31 أكتوبر 1871 في هلسنكي في فنلندا، وتوفي بنفس المكان في 18 أكتوبر 1967.